# شهرام اسدی
شهرام اسدی قراگوز (زادهٔ ۱۳۳۲) کارگردان و فیلم‌نامه‌نویس ایرانی است.

## زندگی و حرفه
اسدی فارغ‌التحصیل کاردانی از مدرسه عالی تلویزیون و سینما در سال ۱۳۵۴ و کارشناسی ارشد سینما از دانشگاه کالیفرنیای آمریکا است. او با انجمن جغرافیای ملی و شبکه تلویزیونی ان‌بی‌سی همکاری داشته‌است. وی پس از چند سال اقامت در آمریکا در سال ۱۳۶۷ به ایران بازگشت. اسدی فعالیت سینمایی خود را در سال ۱۳۷۰ با کارگردانی و فیلم‌نامه‌نویسی فیلم «اوینار» آغاز کرد.

## جایزه‌ها
- برنده دیپلم افتخار بهترین فیلمنامه در دهمین دوره جشنواره فیلم فجر برای فیلم اوینار (۱۳۷۰)
- برنده سیمرغ بلورین بهترین کارگردانی (بخش فیلم دوم) در سیزدهمین دوره جشنواره فیلم فجر برای فیلم روز واقعه (۱۳۷۳)
- انتخاب فیلم روز واقعه به‌عنوان هشتمین فیلم سال در دهمین دوره منتخب نویسندگان و منتقدان (بهترین‌های سال) (۱۳۷۴)
- برنده سیمرغ بلورین بهترین فیلم‌نامه در بیست و هشتمین دوره جشنواره فیلم فجر برای فیلم شب واقعه (۱۳۸۸)

## فیلم‌شناسی

### کارگردانی
- شب واقعه (۱۳۸۷)
- به من نگاه کن (۱۳۸۲)
- روز واقعه (۱۳۷۳)
- اوینار (۱۳۷۰)

### فیلمنامه
- به من نگاه کن (۱۳۸۲)
- عشق گمشده (۱۳۷۵)
- اوینار (۱۳۷۰)

### مجموعه تلویزیونی
- جلال‌الدین (۱۳۹۳)
- شیخ بهایی (۱۳۸۷)